# Лука (Ленинградская область)
Лука — деревня в Хваловском сельском поселении Волховского района Ленинградской области.

## История
Деревня Лука упоминается на карте Санкт-Петербургской губернии А. М. Вильбрехта 1792 года.
На карте Санкт-Петербургской губернии Ф. Ф. Шуберта 1834 года она обозначена как деревня Луки.

ЛУКА — деревня принадлежит лейтенантше Бровцыной, число жителей по ревизии: 30 м. п., 28 ж. п. (1838 год)

ЛУКА — деревня господ Бровцыных, по просёлочной дороге, число дворов — 10, число душ — 34 м. п. (1856 год)

ЛУКА — деревня владельческая при реке Сяси, число дворов — 12, число жителей: 40 м. п., 31 ж. п.; Часовня православная. (1862 год)

В 1867 году временнообязанные крестьяне деревни выкупили свои земельные наделы у П. Ф. Бровцына и стали собственниками земли.

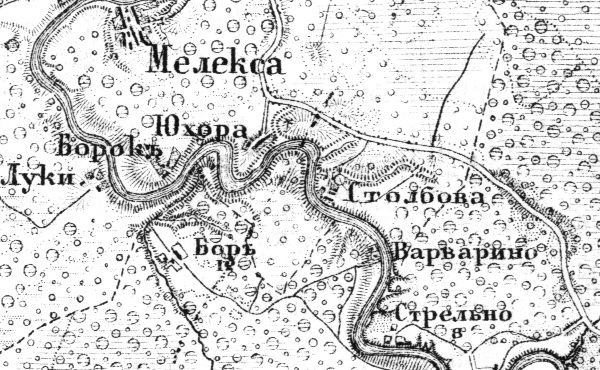
Деревня Лука на карте 1872 года

Согласно карте Ф. Ф. Шуберта 1872 года деревня называлась Луки.
Согласно материалам по статистике народного хозяйства Новоладожского уезда 1891 года имение в селении Лука площадью 120 десятин принадлежало местным крестьянам Е. и И. Кожевниковым, имение было приобретено в 1883 году за 650 рублей.
Согласно епархиальным сведениям 1899 года деревня относилась к приходу церкви Святой Троицы (ранее Казанская (Николаевская)) Никольско-Сясьского погоста в селе Хвалово.
В конце XIX — начале XX века деревня административно относилась к Хваловской волости 2-го стана Новоладожского уезда Санкт-Петербургской губернии.
По данным «Памятной книжки Санкт-Петербургской губернии» за 1905 год деревня Лука входила в Теребунское сельское общество.
Согласно военно-топографической карте Петроградской и Новгородской губерний издания 1915 года деревня называлась Луки.
С 1917 по 1923 год деревня входила в состав Хваловской волости Новоладожского уезда.
С 1923 года в составе Сырецкого сельсовета Колчановской волости Волховского уезда.
С 1927 года в составе Волховского района.
С 1928 года в составе Мелексинского сельсовета. В 1928 году население деревни составляло 93 человека.
Согласно карте Ленинградской области Северо-западного аэрогеодезического треста ГГУ издания 1932 года деревня насчитывала 11 крестьянских дворов.
По данным 1933 года деревня Лука входила в состав Мелексинского сельсовета Волховского района.
С 1946 года в составе Новоладожского района.
С 1954 года в составе Хваловского сельсовета.
В 1958 году население деревни составляло 29 человек.
С 1963 года вновь в составе Волховского района.
По данным 1966, 1973 и 1990 годов деревня Лука также входила в состав Хваловского сельсовета
В 1997 году в деревне Лука Хваловской волости не было постоянного населения, в 2002 году — проживали 2 человека (все русские).
В 2007 году в деревне Лука Хваловского СП вновь не было постоянного населения.

## География
Деревня расположена в юго-восточной части района на левом берегу реки Сясь.
Расстояние до административного центра поселения — 8 км.
Расстояние до ближайшей железнодорожной станции Мыслино — 11 км.

## Демография
| 1838 | 1862 | 1997 | 2007 | 2010 | 2017 |
| ---- | ---- | ---- | ---- | ---- | ---- |
| 58   | ↗71  | ↘0   | →0   | ↗2   | ↘0   |

Согласно данным Всероссийской переписи населения 2021 года в деревне постоянного населения не было.